# Cervídeos
Os cervídeos, cervos (latim científico: Cervidae) ou ainda veados (do latim venatu, "caça morta") constituem uma família de animais ungulados artiodáctilos e ruminantes, à qual pertencem animais como a corça, o alce e o caribu. Os cervídeos estão geograficamente bem distribuídos por todos os continentes exceto Austrália e Antártida. O grupo distingue-se dos outros ruminantes por ter galhadas em vez de cornos. As galhadas são estruturas ossificadas que se desenvolvem todos os anos, presentes geralmente apenas nos machos. Os cervídeos são herbívoros com alimentação específica devido à pouca especialização do seu estômago, que não digere vegetação fibrosa como erva. Assim, os cervídeos alimentam-se principalmente de rebentos, folhas, frutos e líquenes. Têm ainda elevados requerimentos nutricionais de minerais que lhes permitam crescer novas galhadas todos os anos.
Apesar de, com a exceção da rena, nenhum outro cervídio ter sido domesticado com sucesso, os cervídeos tiveram grande importância histórica enquanto animal de caça e fonte de alimento.
No Brasil, a corruptela "viado" é utilizada para referir-se, de forma preconceituosa, a homossexuais do sexo masculino.

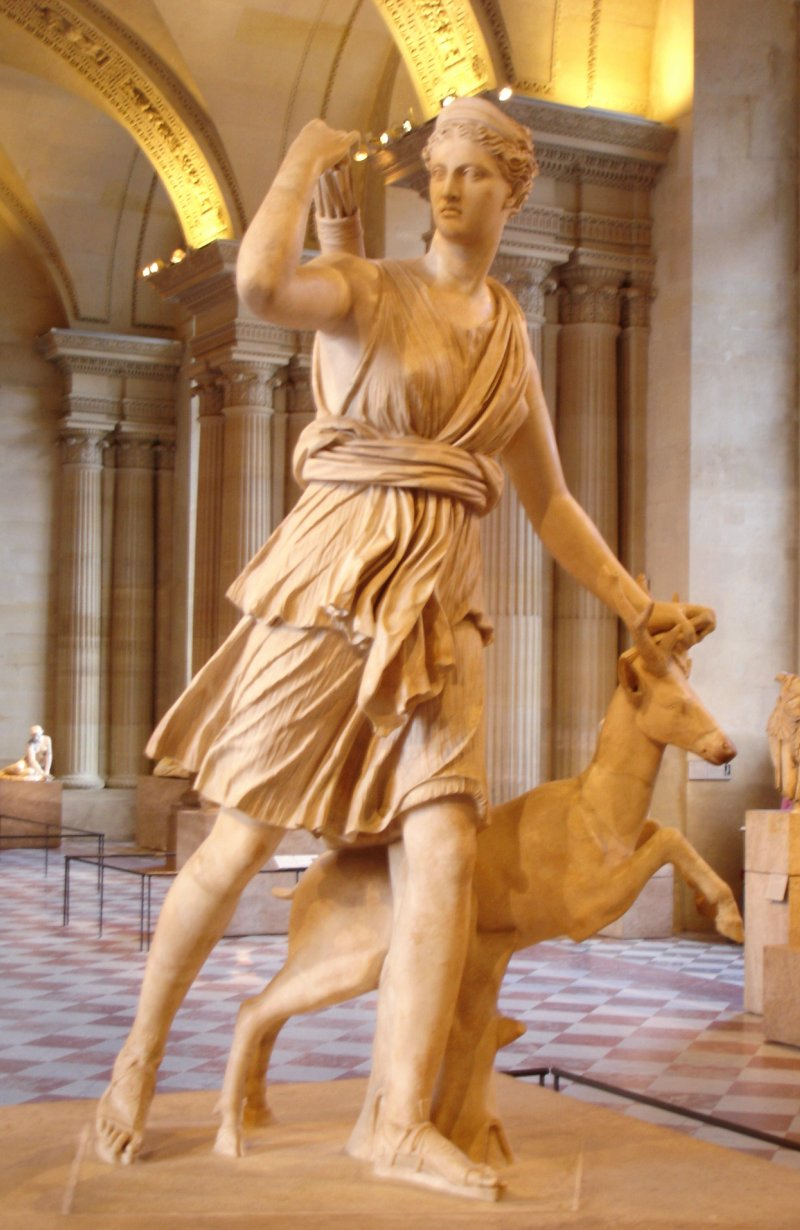
Estátua da deusa grega Ártemis, em mármore, segurando um veado pelas galhadas. Museu do Louvre, Paris, França.

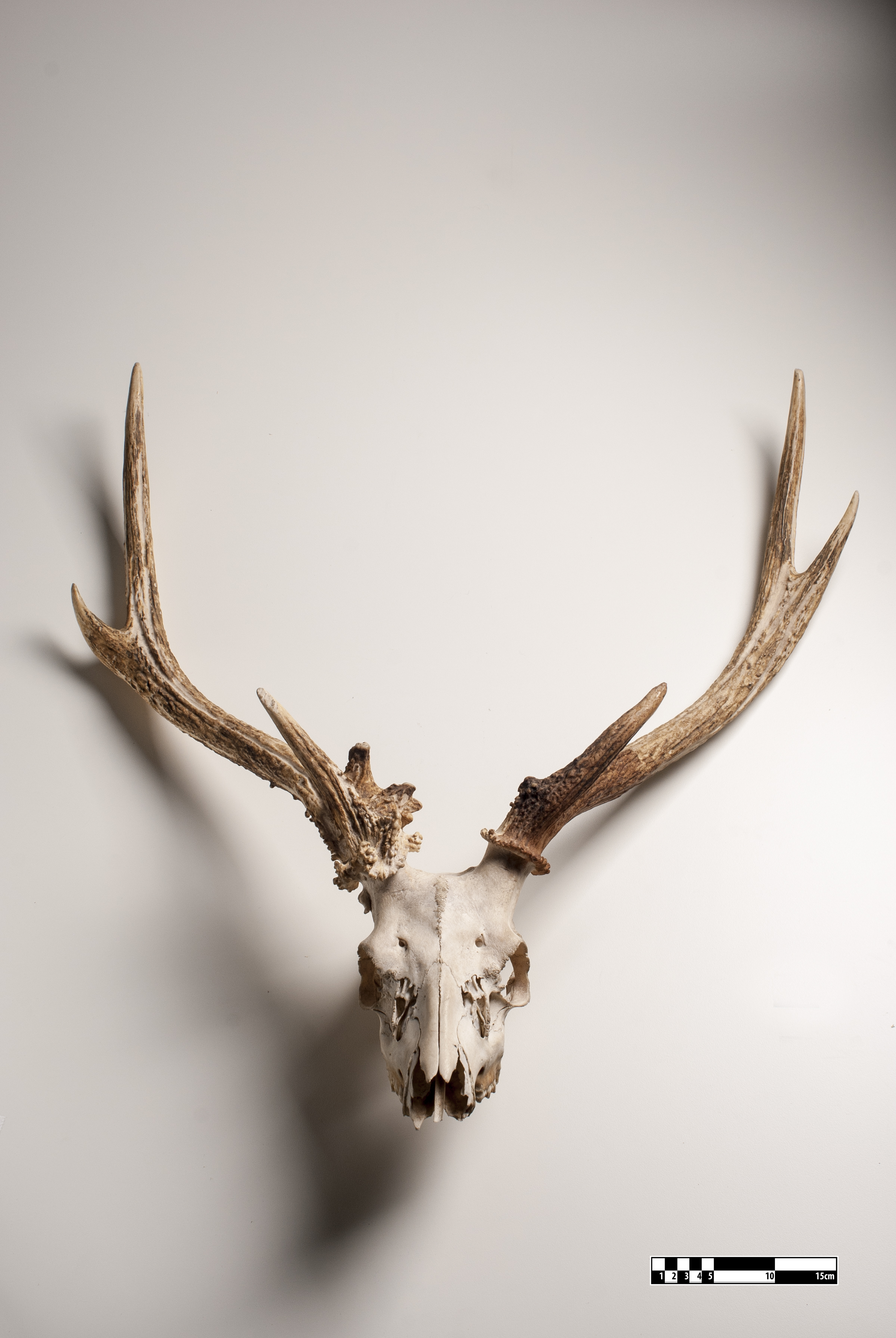
Crânio de cervídeo. Em exposição no MAV/USP.

## Taxonomia

### Famílias, gêneros e espécies
A lista é baseada nos estudos de Randi, Mucci, Claro-Hergueta, Bonnet and Douzery (2001); Pitraa, Fickela, Meijaard, Groves (2004); Ludt, Schroeder, Rottmann and Kuehn (2004); Hernandez-Fernandez and Vrba (2005); Groves (2006); Ruiz-Garcia, M., Randi, E., Martinez-Aguero, M. e Alvarez D. (2007); Duarte, J.M.B., Gonzalez, S. and Maldonado, J.E. (2008); Groves and Grubb (2011)
- Família Cervidae
  - Subfamília Cervinae (Veados do Velho Mundo -> plesiometacarpos) -
    - Tribo Muntiacini (muntíacos e cervos-de-topete) - 2 gêneros e 13 espécies
      - Gênero Elaphodus
        - Cervo-de-topete ou eláfodo (Elaphodus cephalophus)

      - Gênero Muntiacus
        - Muntíaco-amarelo-de-bornéu (Muntiacus atherodes)
        - Muntíaco-de-crina ou muntíaco-negro (Muntiacus crinifrons)
        - Muntíaco-de-fea ou muntíaco-de-tenasserim (Muntiacus feae)
        - Muntíaco-de-gongshan (Muntiacus gongshanensis)
        - Muntíaco-comum, muntíaco-indiano ou muntíaco-vermelho (Muntiacus muntjak)
        - Muntíaco-de-pu-hoat (Muntiacus puhoatensis)
        - Muntíaco-folha ou cervo folha (Muntiacus putaoensis)
        - Muntíaco-de-Sumatra (Muntiacus montanus)
        - Muntíaco-de-reeve  (Muntiacus reevesi)
        - Muntíaco-de-roosevelt (Muntiacus rooseveltorum)
        - Muntíaco-de-truong-sun (Muntiacus truongsonensis)
        - Muntíaco-gigante (Muntiacus vuquangensis)

    - Tribo Cervinini (cervos-verdadeiros) - 11 gêneros e 35 espécies, sendo que 17 foram extintas.
      - Gênero Axis
        - Chital  (Axix axis)

      - Gênero Cervus
        - Uapiti ou cervo canadense (Cervus canadensis)
        - Veado vermelho ou cervo-vermelho (Cervus elaphus)
        - Cervo-sika (Cervus nippon)
        - Cervo-de-beiços-brancos (Cervus albirostris)

      - Gênero Dama
        - Gamo (Dama dama)

      - Gênero Elaphurus
        - Milu ou cervo-do-padre-david (Elaphurus davidianu)

      - Gênero Hyelaphus
        - Cervo-porco-indiano (Hyelaphus porcinus)
        - Cervo-porco-indochinês, cervo-de-annamite ou cervo-porco-de-thai (Hyelaphus annamiticus)
        - Cervo-porco-das-Ilhas Calamian  ou cervo-das-Ilhas Calamian[7] (Hyelaphus calamianensis)
        - Cervo-porco-de-bawean, cervo-porco-de-bawean, cervo-porco-de-kuhl ou cervo-de-bawean (Hyelaphus kuhlii)

      - Gênero Panolia
        - Cervo-de-eld (Panolia eldii)

      - Gênero Rucervus (barasingha e cervo-de-schomburgk)
        - Barasingha (Rucervus duvaucelii)
        - †Cervo-de-schomburgk (Rucervus schomburgki)

      - Gênero Rusa
        - Cervo-malhado-das-visayas ou sambar-malhado-das-Filipinas[8] (Rusa alfredi)
        - Cervo-pardo-das-filipinas ou sambar-das-filipinas (Rusa marianna)
        - Cervo-de-timor ou sambar-de-java (Rusa timorensis)
        - Sambar – Rusa unicolor.

      - Gênero †Megalocerus (alces-gigantes)  (extinto)
      - Gênero †Praemegaceros (extinto)
      - Gênero †Eucladoceros (extinto)

  - Subfamília Capreolinae (Veados do Novo Mundo -> telemetacarpo)
    - Tribo Capreolini
      - Gênero Alces
        - Alce (Alces alces)

      - Gênero Capreolus
        - Corça (Capreolus capreolus)
        - Corça-do-oriente (Capreolus pygargus)

    - Tribo Rangiferini (rena e cervídeos do Novo Mundo)
      - Gênero Rangifer
        - Rena (Rangifer tarandus)

      - Gênero Hippocamelus
        - Taruca (Hippocamelus antisensis)
        - Huemul (Hippocamelus bisulcus)

      - Gênero Mazama
        - Veado-catingueiro (Mazama gouazoubira)
        - Mazama cita; considerado por alguns autores como subespécie de M. gouazoubira
        - Mazama murelia; considerado por alguns autores como subespécie de M. gouazoubira
        - Mazama permira; considerado por alguns autores como subespécie de M. gouazoubira
        - Mazama sanctaemartae; considerado por alguns autores como subespécie de M. gouazoubira
        - Mazama superciliaris; considerado por alguns autores como subespécie de M. gouazoubira
        - Mazama tschudii; considerado por alguns autores como subespécie de M. gouazoubira
        - Mazama rondoni; considerado por alguns autores como subespécie de M. gouazoubira
        - Veado-roxo (Mazama nemorivaga)
        - Veado-mateiro-da-América Central (Mazama temama)
        - Veado-mateiro-de-Iucatã (Mazama pandora)
        - Veado-mateiro-pequeno or Bororo (Mazama bororo)
        - Chunhi ou veado-mateiro-anão (Mazama chunyi)
        - Veado-mão-curta (Mazama nana)
        - Veado-mateiro-de-Mérida (Mazama bricenii)
        - Veado-mateiro-do-Equador (Mazama rufina)
        - Veado-mateiro-da-América do Sul (Mazama americana) (Espécie é mais próxima do gênero Odocoileus[9])
        - Mazama gualea; considerado por alguns autores como subespécie de M. americana
        - Mazama jucunda; considerado por alguns autores como subespécie de M. americana
        - Mazama trinitatis; considerado por alguns autores como subespécie de M. americana
        - Mazama whitelyi; considerado por alguns autores como subespécie de M. americana
        - Mazama zamora; considerado por alguns autores como subespécie de M. americana
        - Mazama zetta; considerado por alguns autores como subespécie de M. americana

      - Gênero Blastocerus
        - Cervo-do-pantanal ou suçuatê (Blastocerus dichotomus)

      - Gênero Ozotoceros
        - Veado-campeiro  ou suçuatinga (Ozotoceros bezoarticus)

      - Gênero Pudu
        - Pudu-do-norte (Pudu mephistophelis)
        - Pudu-do-sul (Pudu pudu)

      - Gênero Odocoileus
        - Cariacu (Odocoileus virginianus)
        - Veado-mula (Odocoileus hemionus)

## Em heráldica
Os cervídeos são normalmente representados em heráldica pelo veado. Cabeças de veados e hastes também aparecem como cargas.

Armas de Dotternhausen, Alemanha
Armas de Raon aux Bois, França